# بروکاو
بروکاو (به آلمانی: Bröckau) یک منطقهٔ مسکونی در آلمان است که در شناودرتال واقع شده‌است. بروکاو ۳۹۰ نفر جمعیت دارد.